# Artaxa tuhana
Artaxa tuhana är en fjärilsart som beskrevs av Holloway 1976. Artaxa tuhana ingår i släktet Artaxa och familjen tofsspinnare. Inga underarter finns listade i Catalogue of Life.